# Ligue féminine de handball
Pour les articles homonymes, voir LFH.
La Ligue féminine de handball (LFH) est une association fondée en 2008,. Elle reçoit délégation de la Fédération française de handball pour organiser et promouvoir les compétitions professionnelles des clubs féminins de handball, c'est-à-dire les clubs évoluant dans les Championnats de France de première et deuxième division.

## Présentation
La Ligue féminine de handball trouve sa genèse dans la création de l'union des présidents de clubs de D1 en 2005 et voit officiellement le jour en 2008, dans la continuité de l'élan donné par l'organisation du championnat du monde féminin en France en décembre 2007. 
Elle est chargée d'organiser :
- le championnat de France de Division 1 depuis sa création,
- de la coupe de la Ligue de 2008 jusqu'à sa suppression en 2016,
- le championnat de France de Division 2 depuis 2022[5].

Ses axes de travail sont :
- accompagner la structuration des clubs de D1 et D2 pour renforcer et dynamiser la LFH.
- poursuivre la médiatisation de la D1 et développer celle de la D2.
- poursuivre le développement de l'OTT HandballTV en tant que véritable outil de promotion de la LFH, de ses clubs, actrices et acteurs sur le territoire français et à l'international.
- soutenir les initiatives de prévention visant à garantir l'intégrité des joueuses.
- maintenir l'accompagnement et le cadre de sécurité juridique pour les clubs, joueuses et entraîneur(e)s.
- maintenir les liens entre la filière de formation française, notamment les pôles d'excellence et les clubs professionnels féminins.
- animer une dynamique commune entre les différents partenaires sociaux et les salariés des clubs de la LFH et déployer des actions au service de ses clubs.
- se tourner vers la féminisation de tous les handballs, en France et à l'étranger.

## Présidence
- Patricia Saurina (d) : de 2008 à octobre 2013[6]
- Nodjialem Myaro : depuis octobre 2013[7]

## Identité visuelle

2008 à 2009
2009 à 2016
À partir de juin 2016
10e anniversaire (2018)